# Zelfportret (August Allebé)
Zelfportret is een schilderij door de Nederlandse schilder August Allebé in het Centraal Museum in Utrecht.

## Voorstelling

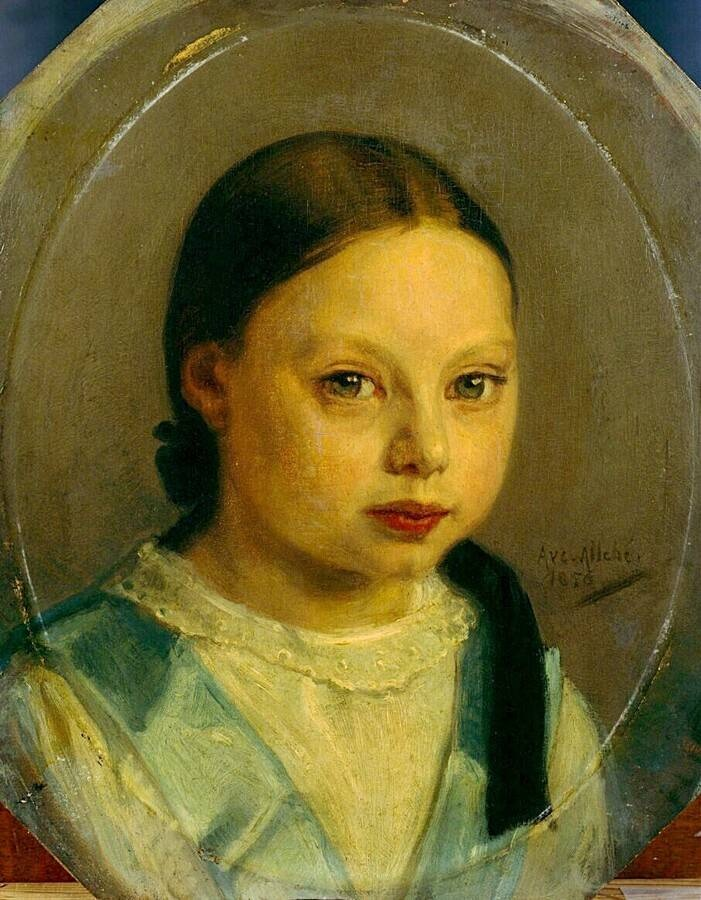
August Allebé. Portret van Annie Allebé. 1856. Olieverf op paneel. 38,5 × 30 cm. Otterlo, Museum Kröller-Müller.

Het stelt de schilder zelf voor, met snorretje, vlinderdas en overjas. Linksonder draagt het schilderijtje het opschrift ‘à sa / famille / Allebé’ (voor zijn familie). Het was dus kennelijk bedoeld als geschenk aan zijn ouders, Gerard Allebé en Neeltje Scheltema. Rond deze tijd schilderde hij ook een portret van zijn zus, Annie Allebé, dat zich nu in het Kröller-Müller Museum bevindt, en een portret van zijn vader, nu in het Stedelijk Museum Amsterdam.

## Toeschrijving en datering
Het schilderij is gesigneerd, maar niet gedateerd. In de literatuur wordt het vaak vergeleken met het portret van Annie Allebé, dat 1856 gedateerd is.

## Herkomst
Het werk wordt voor het eerst in 1916 en voor het laatst in 1929 gesignaleerd in de verzameling van kunsthandel C.M. van Gogh in Amsterdam. Later kwam het in bezit van de zus en broer Josephina en Lambertus van Baaren in Utrecht, die in hun woonhuis, De drie regenbogen aan de Oudegracht, een grote kunstverzameling bijeenbrachten. In 1966 werd het huis De drie regenbogen voor het publiek geopend als Museum Van Baaren. In 1980 sloot dit museum en werd het werk in langdurig bruikleen gegeven aan het Centraal Museum.